# Міямото Шюфу
Міямото Шюфу (яп. 宮本秋風, нар. 1950) — японський ксилограф. Народився в префектурі Фукуока. Вивчав живопис у Іока Осаму. Перед тим, як повністю віддатися ксилографії, займався літографією та шовкографією.
Найвідомішими роботами Міямото є мрійливі пейзажі, де митець використовує м'які тони та бокаші (техніка градації кольору). Його стиль порівнюють з картинами імпресіоністів.
У 1984-му році відбулася персональна виставка в Нью-Йорку. А наступного року (1985) Міямото отримав відзнаку на творчому фестивалі галерей Кіото. Роботи Міямото зберігаються в кількох музеях по всьому світу, серед яких Хайфський музей, Бостонський музей витончених мистецтв та Оклендський музей.